# Кезанг Вангді
Кезанг Вангді (англ. Kezang Wangdi, нар. 1 січня 1997) — бутанський футболіст, нападник клубу «Друк Старз» і національної збірної Бутану.

## Клубна кар'єра
У дорослому футболі дебютував 2015 року виступами за команду клубу «Друк Старз», кольори якої захищає й донині.

## Виступи за збірну
Того ж 2015 року дебютував в офіційних матчах у складі національної збірної Бутану.